# Dekanat łohojski I
Dekanat łohojski I – jeden z jedenastu dekanatów wchodzących w skład eparchii borysowskiej Egzarchatu Białoruskiego Patriarchatu Moskiewskiego.

## Parafie w dekanacie
- Parafia Zaśnięcia Najświętszej Maryi Panny w Białoręczach
  - Cerkiew Zaśnięcia Najświętszej Maryi Panny w Białoręczach
- Parafia św. Michała Archanioła w Gajnie
  - Cerkiew św. Michała Archanioła w Gajnie
- Parafia Opieki Matki Bożej w Górawcu
  - Cerkiew Opieki Matki Bożej w Górawcu
- Parafia św. Jerzego Zwycięzcy w Gościłowiczach
  - Cerkiew św. Jerzego Zwycięzcy w Gościłowiczach
- Parafia Narodzenia Najświętszej Maryi Panny w Januszkowiczach
  - Cerkiew Narodzenia Najświętszej Maryi Panny w Januszkowiczach
- Parafia Podwyższenia Krzyża Pańskiego w Korzeniu
  - Cerkiew Podwyższenia Krzyża Pańskiego w Korzeniu
- Parafia Zaśnięcia Najświętszej Maryi Panny w Kosinie
  - Parafia Zaśnięcia Najświętszej Maryi Panny w Kosinie
- Parafia św. Mikołaja Cudotwórcy w Łohojsku
  - Cerkiew św. Mikołaja Cudotwórcy w Łohojsku
- Parafia Narodzenia Pańskiego w Ostroszycach
  - Cerkiew Narodzenia Pańskiego w Ostroszycach
- Parafia Świętej Trójcy w Szwabach
  - Cerkiew Świętej Trójcy w Szwabach
- Parafia Objawienia Pańskiego w Wiaśninie
  - Cerkiew Objawienia Pańskiego w Wiaśninie

## Galeria

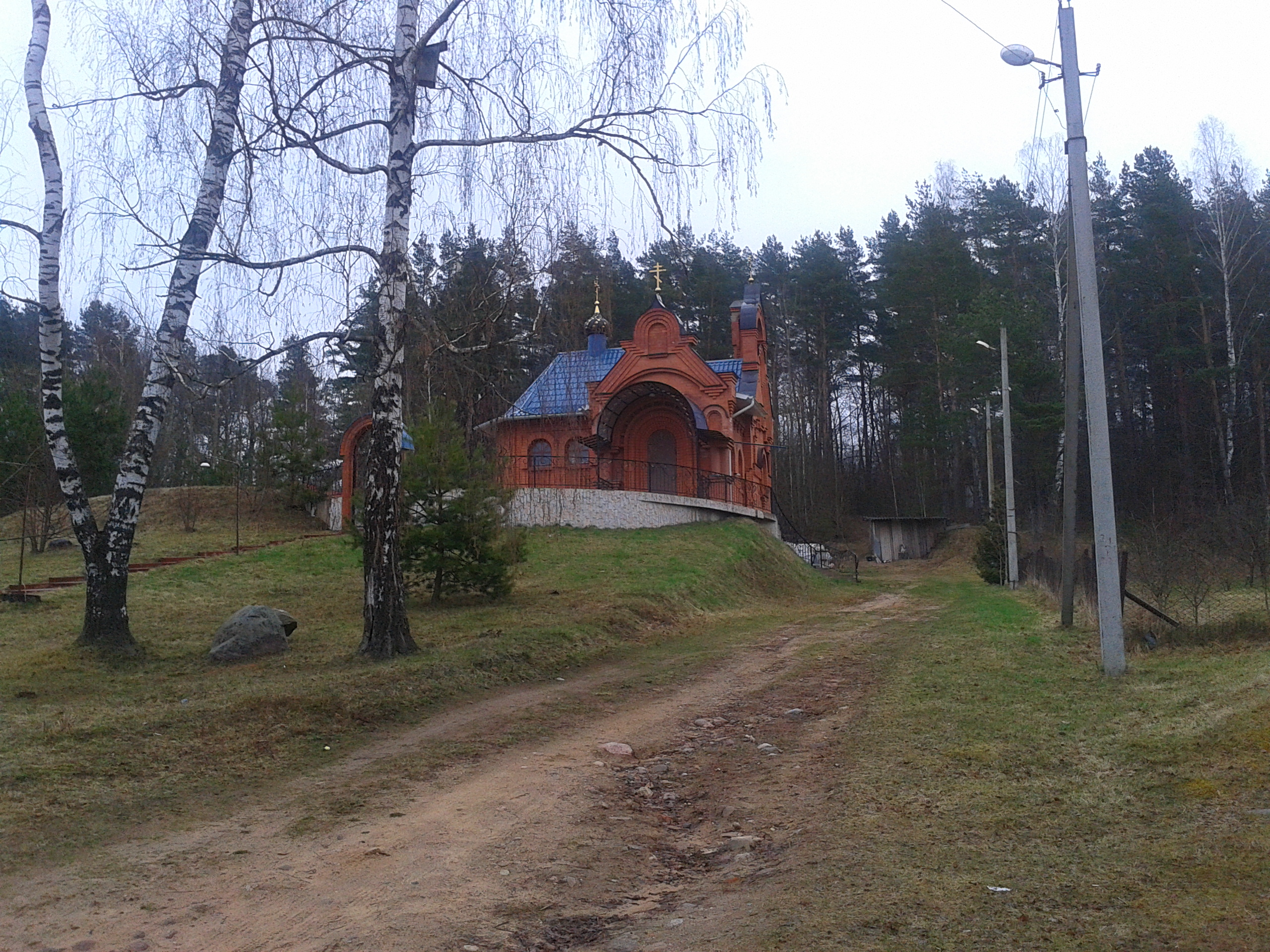
Cerkiew Zaśnięcia Najświętszej Maryi Panny w Białoręczach
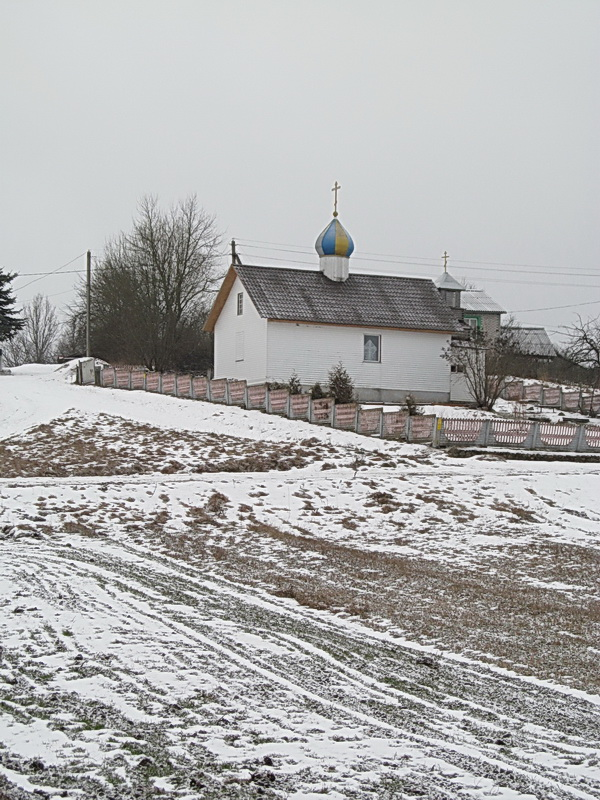
Cerkiew św. Michała Archanioła w Gajnie
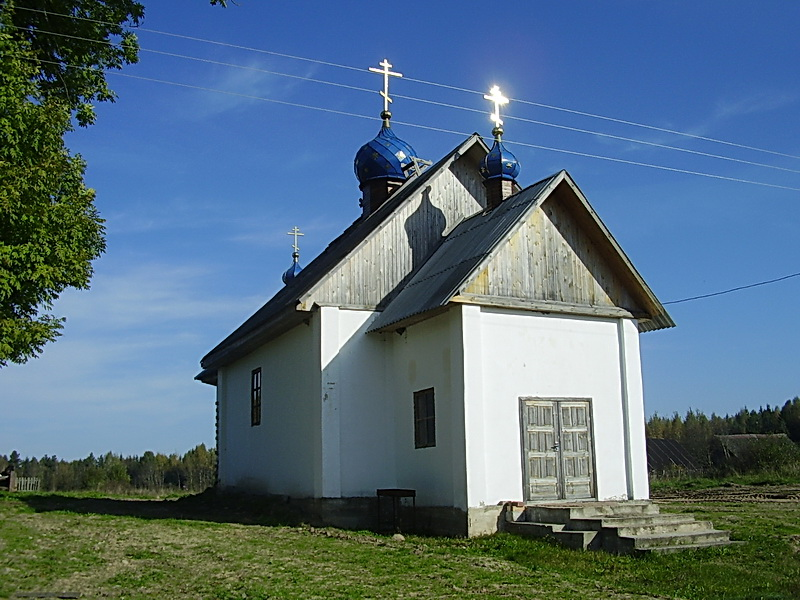
Cerkiew Opieki Matki Bożej w Górawcu
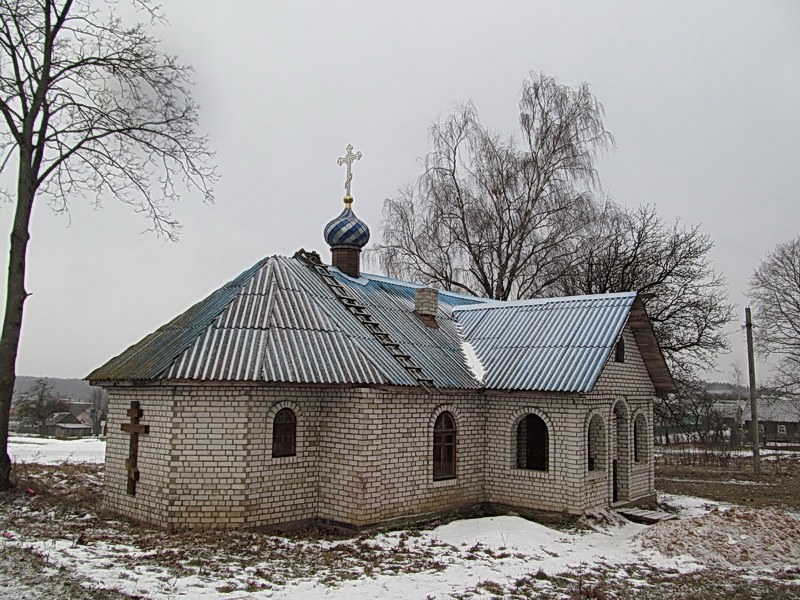
Cerkiew Podwyższenia Krzyża Pańskiego w Korzeniu
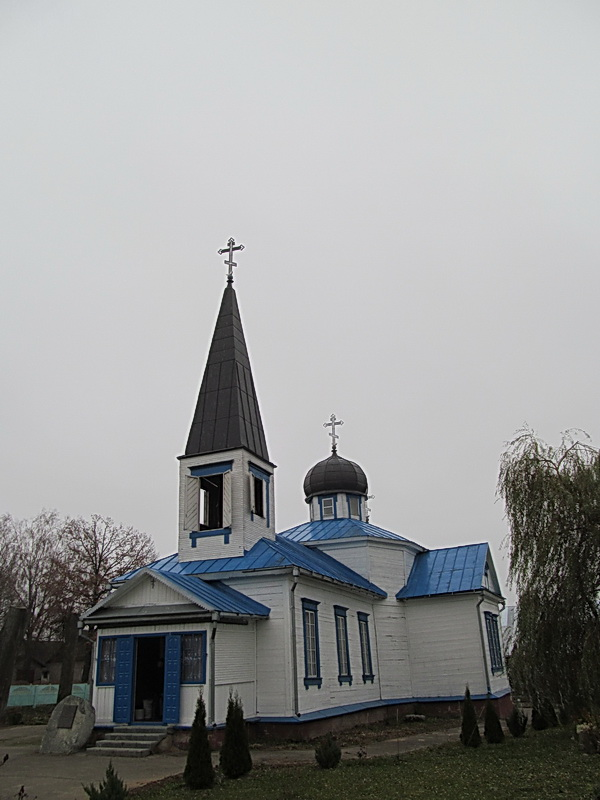
Cerkiew Zaśnięcia Najświętszej Maryi Panny w Kosinie
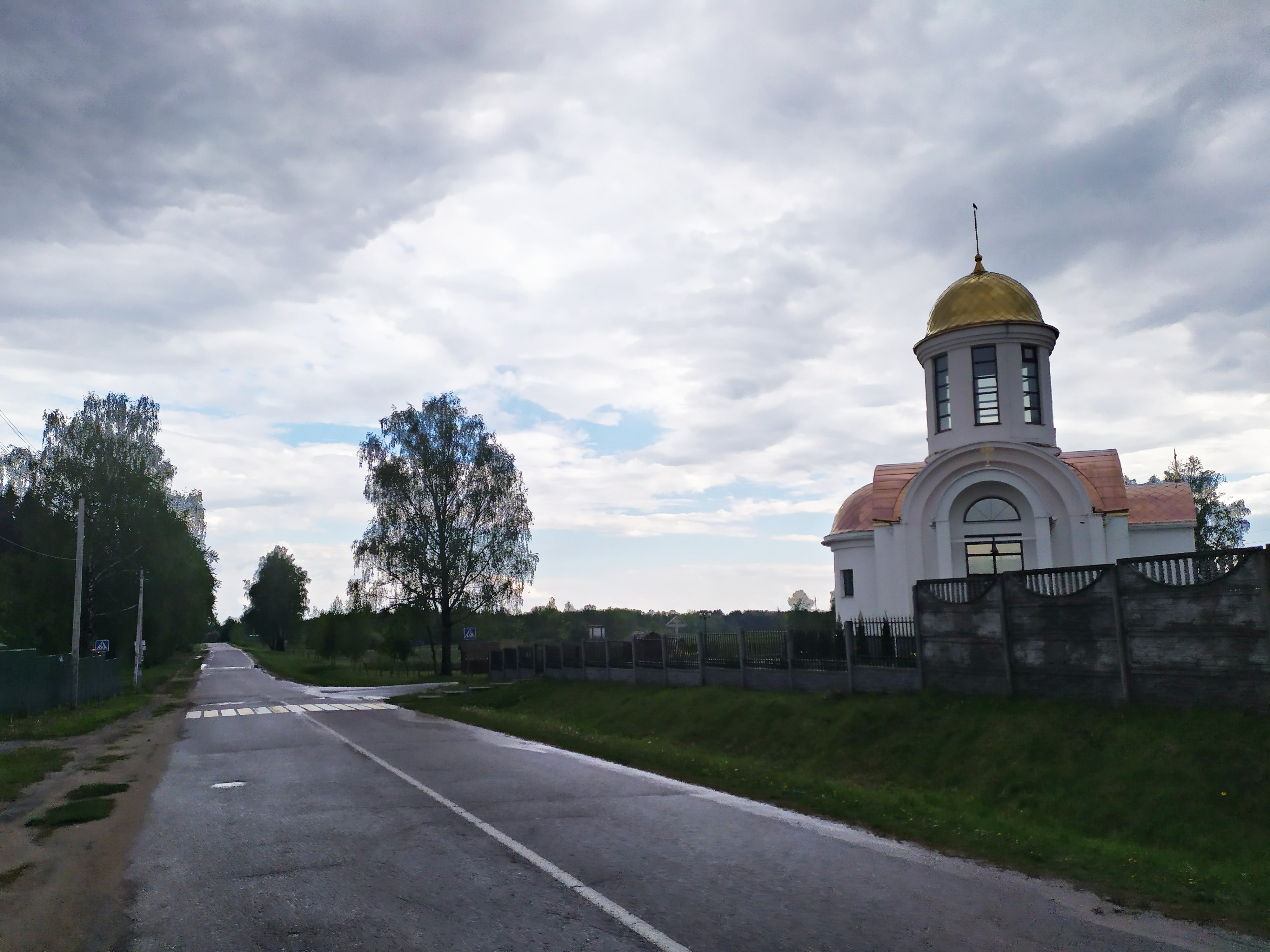
Cerkiew Narodzenia Pańskiego w Ostroszycach
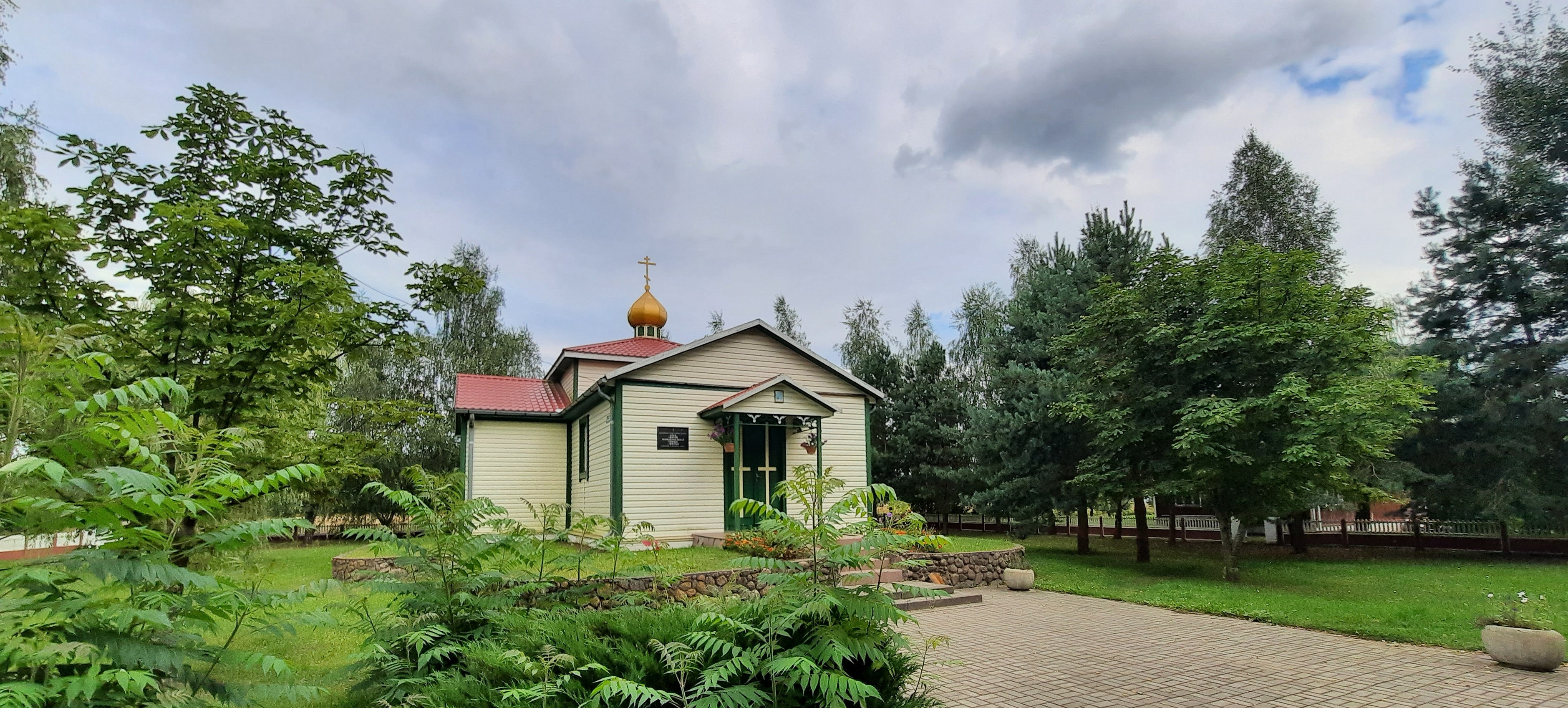
Cerkiew Świętej Trójcy w Szwabach